# JR West série 225
La série 225 (225系電車, 225 Keidensha) est un type de rame automotrice japonaise à courant continu exploitée par la West Japan Railway Company (JR West) et apparue en fin d'année 2010, et exploitée essentiellement sur les lignes du Keihanshin,.

## Histoire
Il s'agit du modèle de nouvelle génération, successeur de la série 223 (série fabriquée de 1994 à 2008), et avec elle, est le véhicule emblématique du réseau urbain du Kansai (zone de Keihanshin). Il est exploité (parmi d'autres services) au service rapide 130km/h (Special Rapid Service) qui est le symbole type de la JR West.
Tout en héritant de la "conduite lumineuse, silencieuse et confortable" établie depuis la série 221, qui était le véhicule principal fabriqué à l'époque de la création de JR West (fin des années 80), la sécurité a été encore améliorée par rapport aux véhicules conventionnels antérieurs et l'équipement à l'intérieur du véhicule, qui est issu des dernières technologies, a participé à l'amélioration du service passager.
La série 225 est la 6e génération de train à circuler sur le service "Special Rapid" et la 2e génération sur les services "Airport Rapid" et "Kishuji Rapid".
Une exposition des véhicules a eu lieu le 23 octobre 2010 à la gare de Kobe et à la gare d'Osaka, et le 24 octobre à la gare de Tennōji et à la gare de Kyoto. La série 225 a reçu en 2011 le Good Design Award de l'Institut japonais de promotion du design,.
Il existe officiellement 5 variantes pour la série 225 :
- série 225-0
- série 225-100
- série 225-5000
- série 225-5100
- série 225-6000

La commande initiale de 226 véhicules se compose de 110 véhicules de la série 225-0 avec une vitesse maximale de 130 km/h pour une utilisation sur le service "Special Rapid" de la ligne principale Tōkaidō et de la ligne principale Sanyō, et de 116 véhicules de la série 225-5000 avec une vitesse maximale de 120 km/h pour une utilisation sur la ligne Hanwa.
Les premières livraisons du deuxième lot concernent la série 225-100. Elles ont été livrées début 2016, constituées de formations de quatre et huit voitures. Elles ont été suivies par la série 225-5100 (2ème lot de variants 225-5000), également livrée au début de 2016, en formations de quatre et six voitures également.
La série 225-6000 est une redistribution de trains de série 225-0 pour la ligne Fukuchiyama (ligne JR Takarazuka). Elle concerne toutes les formations à 6 voitures et 3 formations à 4 voitures de la variante 0. Elles sont bridées à 120km/h pour s'aligner aux performances des série 221-223. Elles sont reconnaissables au trait orange peint sous la porte du conducteur.

## Caractéristiques

### Extérieur
Visuellement, le lien de parenté avec la série 223 est évident, effet amplifié par la livrée, la série 225 étant le successeur direct de la série 223.
Un nouveau mécanisme d'absorption des chocs a été développé à l'origine par JR West et s'appelle la " méthode de lancer Tomoe" (nom issu du judo). En l'adoptant, le nez est sensiblement différent de la série 223, et l'inclinaison est presque éliminée (des mesures contre l'onde de micro-pression tunnel sont néanmoins prises) donnant cette face quasi verticale. Les feux et phares sont à halogène puis à LED.
La livrée du train est la même que celle de la série 223, les variantes 0 et 100 ont des bandes blanches, brunes, bleues et marron clair sur le côté et l'avant du corps, et la large bande brune sur la partie fenêtre, les variantes 5000 et 5100 disposent des couleurs de la ligne Hanwa composée d'une bande en dégradé du blanc au bleu et d'une large bande grise sur le côté de la carrosserie sur la partie fenêtre (la bande ne fait pas le tour vers l'avant comme les séries 223-0 et 2500).
Les vitres latérales ont été modifiées pour avoir de petites fenêtres aux deux extrémités et de grandes fenêtres au centre pour améliorer l'efficacité de la structure, mais elles sont séparées par des traverses selon la rangée de sièges, et il y a cinq auvents entre les portes. Cette disposition de fenêtre est héritée de la série 227, la série 323 et la série 521-100 qui ont été fabriquées plus tard.
Depuis la série 221, les trains JR West ont utilisé l'indicateur de type de train (affichant le nom du train sur le type desserte) sous format papier déroulant, et l'indicateur de destination comme un type à LED à 3 couleurs. Pour les véhicules nouvellement construits après la série 227, le type LED couleur pour les deux était devenu la norme.

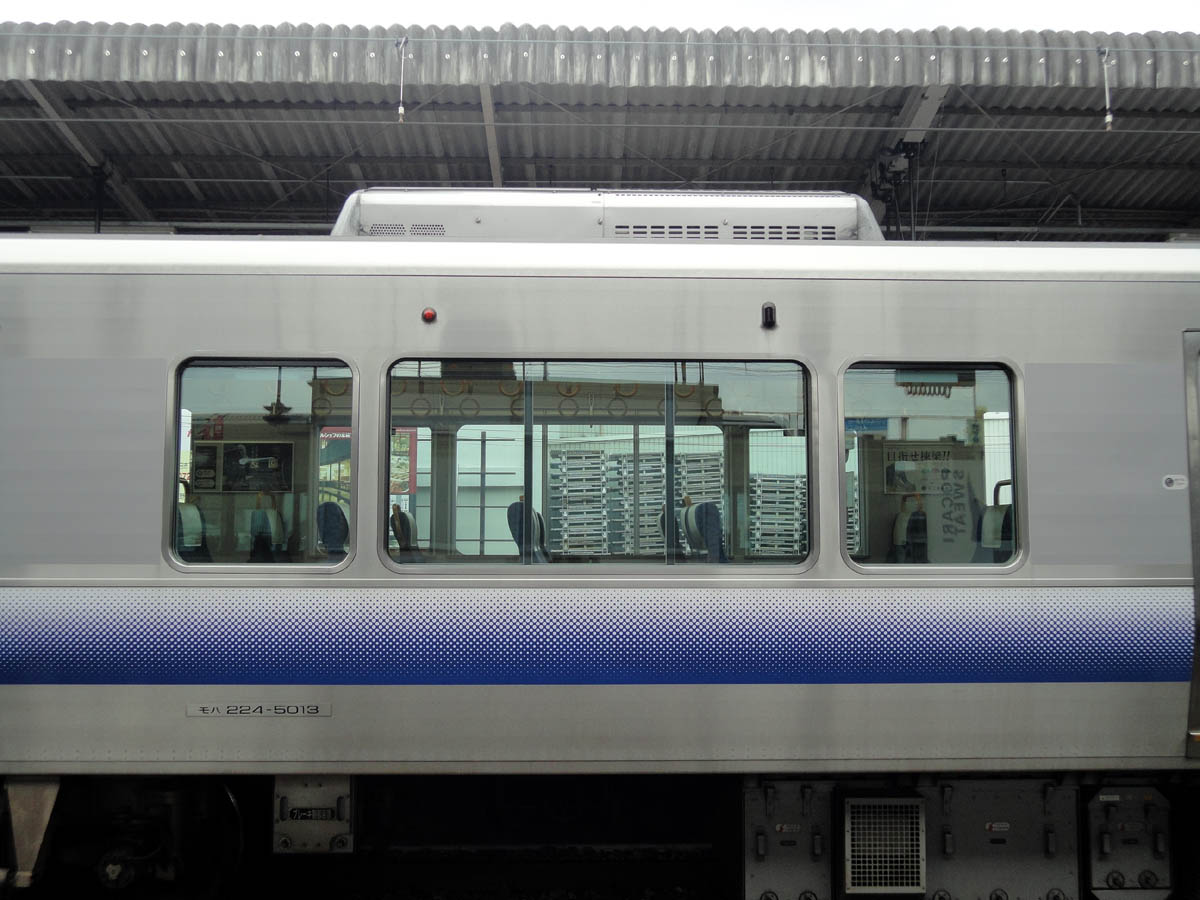
fenêtres latérales

### Intérieur
L'organisation de base est la même que celle de la série 223. Il y a 5 rangées de sièges transversaux convertibles avec un écartement des sièges de 910 mm entre les portes (fixées sur le côté de la porte) et des sièges transversaux fixes à l'extrémité des voitures (à l'exclusion de l'installation de la cabine du conducteur et des toilettes). L'arrangement est 2+2 sauf pour les variantes 5000/5100 qui sont à 5+1 compte tenu de la desserte aéroportuaire et de la capacité aux heures de pointe sur la ligne Hanwa. Les sièges, pour les variantes 0, 100 et 6000 ont des couleurs chaudes, et les variantes 5000 et 5100 ont des couleurs froides.
Les sangles et les mains courantes ont été agrandies et changées en orange pour les rendre plus faciles à saisir en cas d'urgence. Dans les séries 225 , le nombre de sangles a été augmentée par rapport aux séries 223. De plus, en courbant l'extrémité de la main courante, on considère que la force d'impact n'est pas concentrée même lorsqu'un passager entre en collision avec la main courante. La zone autour des sièges prioritaires est clarifiée en peignant les sangles en vert.
En outre, en raison de l'application de "la nouvelle loi sans barrières", la forme des toilettes a été modifiée, et l'espace réservé aux fauteuils roulants, qui était de un pour la série 223, a été porté à deux par formation. Une ligne jaune a été ajoutée à l'intérieur de la porte du passager et deux lampes d'ouverture / fermeture de porte ont été installées dans le linteau. Le moteur de la porte est équipé d'un mécanisme de commande à force variable de serrage de la porte. Des interrupteurs semi-automatiques, qui ouvrent et ferment les portes de la rame lorsque les portes sont en mode semi-automatiques, sont installés à l'extérieur et à l'intérieur.
En ce qui concerne l'information passagers, JR West a introduit un dispositif de diffusion automatique (uniquement pour les trains à 4 voitures des séries 5000 et 5100) et le système de guidage des passagers " WEST Vision " qui a été adopté dans la série 321, constitué de deux écrans à cristaux liquides (19 pouces) installés entre les portes au milieu de l'allée centrale .Il y en a 4 dans chaque voiture et 2 aux deux extrémités de la voiture. Initialement, cet appareil prenait en charge l'affichage en Japonais et en Anglais, mais après l'introduction de la série 323 en 2016, il est devenu compatible avec l'affichage en Chinois et en Coréen.

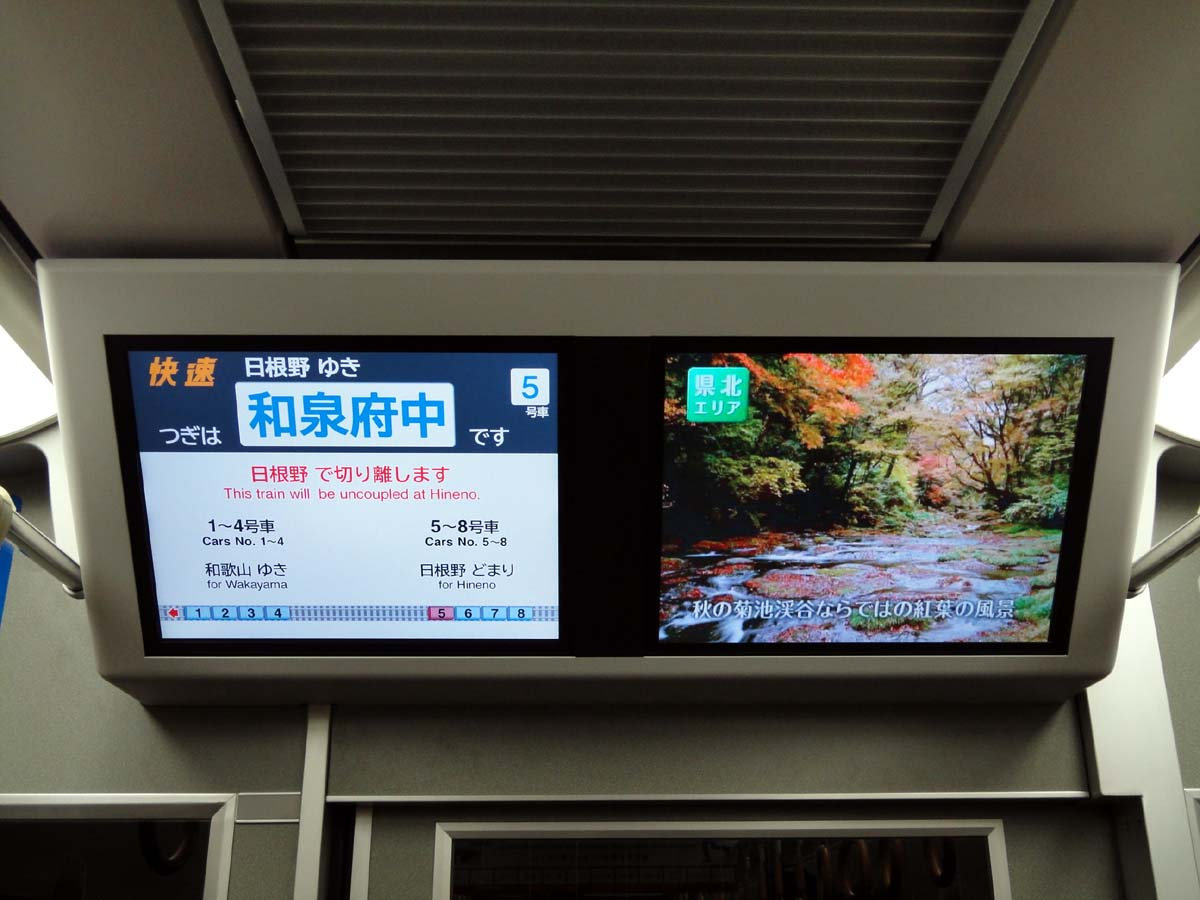
Ecrans LCD d'extrémité de voiture

### Spécifications
Toutes les formations sont composées uniquement de motrices, basées sur le concept appelé système 0,5M adopté dans les séries 125 et 321. Par conséquent, toutes les voitures possèdent un bogie moteur et un bogie porteur ainsi que d'un système de contrôle électrique associé.
Dans les compositions des rames, le nombre 225 signifie voiture avec pantographe et 224 indique son absence (par exemple Kumoha 225-0 est la voiture de tête, motrice, avec pantographe. Kumoha 224-0 signifie la voiture de tête, motrice, sans pantographe).
Le dispositif de contrôle du véhicule (WPC15A-G1) est fabriqué par Mitsubishi Electric, Toyo Denki et Toshiba.
Le circuit principal est équipé d'un onduleur VVVF de configuration 1C2M qui contrôle deux moteurs électriques avec un onduleur PWM à 2 niveaux de tension (capacité nominale : 760 kVA) utilisant des éléments IGBT, pour un contrôle vectoriel sans capteur de vitesse et un frein électrique pur (frein régénératif). En revanche, l'alimentation auxiliaire a une capacité de 440 V CA triphasé et 75 kVA.
En contrôlant l'onduleur PWM de tension à 2 niveaux à l'aide de composants IGBT, ainsi que la section du circuit principal par CVCF et fonctionnant en parallèle avec la section d'alimentation auxiliaire d'autres véhicules, la redondance dans toute la formation face au risque de panne est grandement améliorée.
Un pantographe à un bras (WPS28C) est utilisé comme collecteur de courant, et il est installé dans les Kumoha 225 et Moha 225. Il s'agit d'un type à ressort et à air comprimé et est équipé d'un extracteur de clé électromagnétique et d'un dispositif de détection de montée.

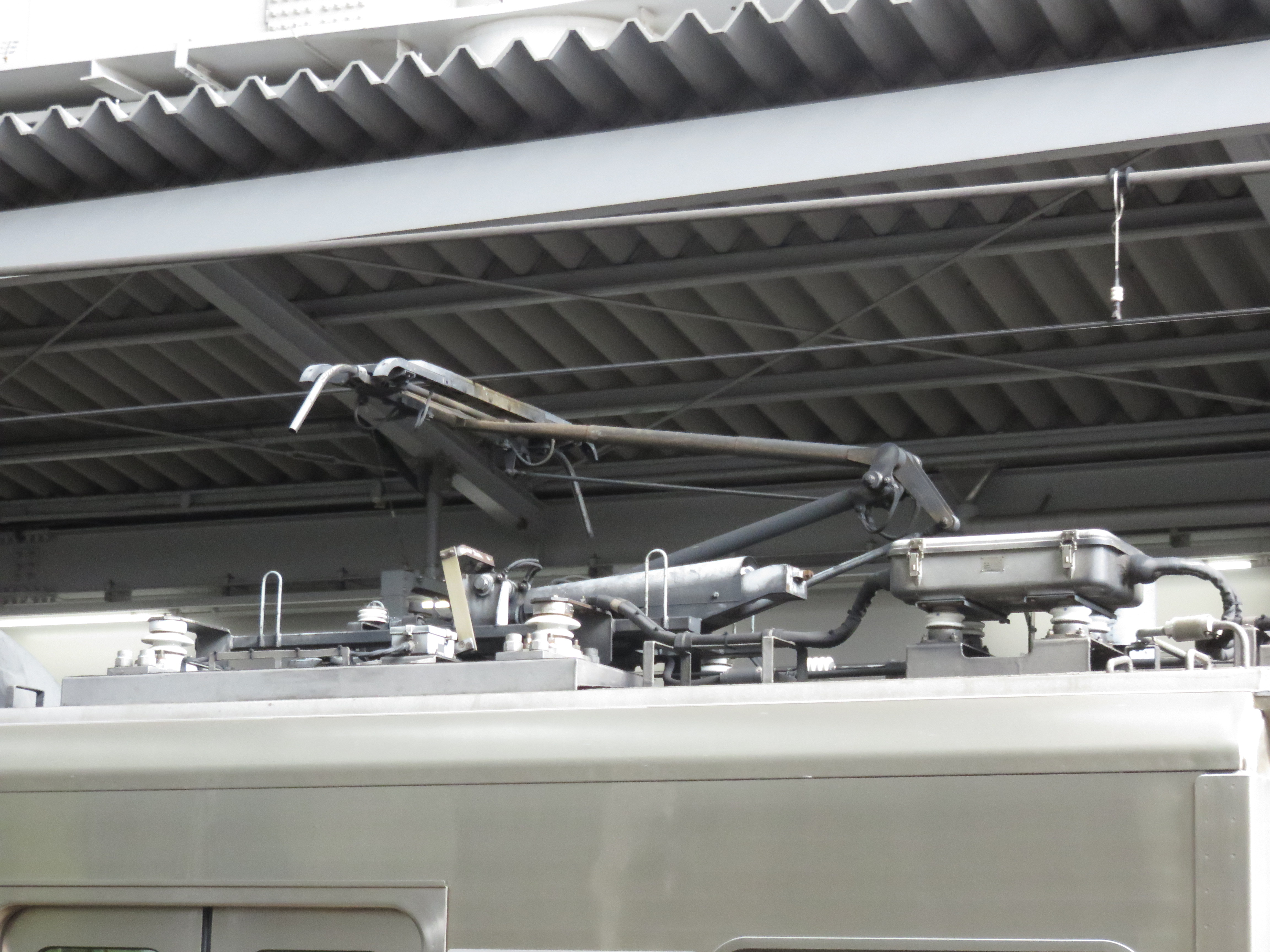
Un pantographe type WPS28C

Les moteurs électriques sont des moteurs à induction triphasé à cage d’écureuil type WMT106A sortant 270kW par moteur. Ils sont installés sur des bogies bimoteurs type WDT63 et WDT63A. Une formation à 4 voitures développe donc 2160kW, une formation à 6 voitures 3240kW, et une formation à 8 voitures 4320kW.

## Modifications
En 2012 est lancée une modernisation à la suite des nouvelles normes lancées avec la construction de la série 227. Cela implique :
- l'installation des capots anti-chutes
- un pantographe de réserve est installé et les autres pantographes sont unifiés en modèle avec deux frotteurs
- l'installation d'un dispositif de prévention de mauvaise manipulation de porte, d'une fonction de détection de pincement de porte et d'un dispositif de détection de comportement d'anomalie du véhicule.
- l'indicateur de type / destination a été changé pour un type de Full LED couleur comme sur la série 227.
- l'installation d'une échelle d’évacuation dans les variantes 5000/5100 qui circulent sur la ligne Hanwa et qui sont susceptibles, du fait que c'est une ligne côtière, d'être touchées par un tsunami en cas de séisme majeur sur la fosse de Nankai.

## Formations

### Série 225-0

#### 8 voitures
|              | ← Kamigōri, Himeji Maibara ,Tsuruga → |              |          |          |              |          |          |            |
|              |                                       |              |          |          |              |          |          |            |
|              |                                       |              |          |          |              |          |          |            |
|              |                                       |              |          |          |              |          |          |            |
|              |                                       |              |          |          |              |          |          |            |
| Voiture No.  | 1                                     | 2            | 3        | 4        | 5            | 6        | 7        | 8          |
| Désignation  | M'c                                   | M3           | M'       | M'       | M5           | M'       | M'       | Mc         |
| Numérotation | KuMoHa 224                            | MoHa 225-300 | MoHa 224 | MoHa 224 | MoHa 225-500 | MoHa 224 | MoHa 224 | KuMoHa 225 |
| Capacité     | 126                                   | 144          | 144      | 144      | 144          | 144      | 144      | 133        |
| Poids        | 41.8 t                                | 39.5 t       | 38.6 t   | 38.6 t   | 39.0 t       | 38.6 t   | 38.6 t   | 41.6 t     |

#### 6 voitures
|              | ← Kamigōri, Himeji Maibara ,Tsuruga → |          |          |          |          |            |  |  |
|              |                                       |          |          |          |          |            |  |  |
|              |                                       |          |          |          |          |            |  |  |
|              |                                       |          |          |          |          |            |  |  |
|              |                                       |          |          |          |          |            |  |  |
| Voiture No.  | 1                                     | 2        | 3        | 4        | 5        | 6          |  |  |
| Désignation  | M'c                                   | M'       | M        | M'       | M'       | Mc         |  |  |
| Numérotation | KuMoHa 224                            | MoHa 224 | MoHa 225 | MoHa 224 | MoHa 224 | KuMoHa 225 |  |  |

#### 4 voitures
|              | ← Kamigōri, Himeji Maibara ,Tsuruga → |          |          |            |  |  |  |  |
|              |                                       |          |          |            |  |  |  |  |
|              |                                       |          |          |            |  |  |  |  |
|              |                                       |          |          |            |  |  |  |  |
|              |                                       |          |          |            |  |  |  |  |
| Voiture No.  | 1                                     | 2        | 3        | 4          |  |  |  |  |
| Désignation  | M'c                                   | M        | M'       | Mc         |  |  |  |  |
| Numérotation | KuMoHa 224                            | MoHa 225 | MoHa 224 | KuMoHa 225 |  |  |  |  |

### Série 225-100

#### 8 voitures
|              | ← Kamigōri, Himeji Maibara ,Tsuruga → |              |              |              |              |              |              |                |
|              |                                       |              |              |              |              |              |              |                |
|              |                                       |              |              |              |              |              |              |                |
|              |                                       |              |              |              |              |              |              |                |
|              |                                       |              |              |              |              |              |              |                |
| Voiture No.  | 1                                     | < 2 >        | 3            | 4            | < 5          | 6            | 7            | < 8            |
| Numérotation | KuMoHa 224-1xx                        | MoHa 225-4xx | MoHa 224-1xx | MoHa 224-1xx | MoHa 225-6xx | MoHa 224-1xx | MoHa 224-1xx | KuMoHa 225-1xx |

#### 4 voitures
|              | ← Kamigōri, Himeji Maibara ,Tsuruga → |              |              |                |  |  |  |  |
|              |                                       |              |              |                |  |  |  |  |
|              |                                       |              |              |                |  |  |  |  |
|              |                                       |              |              |                |  |  |  |  |
|              |                                       |              |              |                |  |  |  |  |
| Voiture No.  | 1                                     | 2            | 3            | 4              |  |  |  |  |
| Numérotation | KuMoHa 224-1xx                        | MoHa 225-1xx | MoHa 224-1xx | KuMoHa 225-1xx |  |  |  |  |

Sources,

### Série 225-5000
|              | ← Aéroport du Kansaï , Kii Tanabe Tennōji (Osaka) → |               |               |                 |  |  |  |  |
|              |                                                     |               |               |                 |  |  |  |  |
|              |                                                     |               |               |                 |  |  |  |  |
| Voiture No.  | 1                                                   | 2             | 3             | 4               |  |  |  |  |
| Désignation  | M'c                                                 | M             | M'            | Mc              |  |  |  |  |
| Numérotation | KuMoHa 224-5000                                     | MoHa 225-5000 | MoHa 224-5000 | KuMoHa 225-5000 |  |  |  |  |

### Série 225-5100
|              | ← Aéroport du Kansaï , Kii Tanabe Tennōji (Osaka) → |               |               |               |               |                 |  |  |
|              |                                                     |               |               |               |               |                 |  |  |
|              |                                                     |               |               |               |               |                 |  |  |
| Voiture No.  | 1                                                   | 2             | 3             | 4             | 5             | 6               |  |  |
| Désignation  | M'c                                                 | M'            | M             | M'            | M'            | Mc              |  |  |
| Numérotation | KuMoHa 224-51xx                                     | MoHa 224-51xx | MoHa 225-51xx | MoHa 224-51xx | MoHa 224-51xx | KuMoHa 225-51xx |  |  |

### Série 225-6000

#### 6 voitures
|              | ← Fukuchiyama Osaka→ |               |               |               |               |                 |  |  |
|              |                      |               |               |               |               |                 |  |  |
|              |                      |               |               |               |               |                 |  |  |
|              |                      |               |               |               |               |                 |  |  |
|              |                      |               |               |               |               |                 |  |  |
| Voiture No.  | 1                    | 2             | 3             | 4             | 5             | 6               |  |  |
| Désignation  | M'c                  | M'            | M             | M'            | M'            | Mc              |  |  |
| Numérotation | KuMoHa 224-6000      | MoHa 224-6000 | MoHa 225-6000 | MoHa 224-6000 | MoHa 224-6000 | KuMoHa 225-6000 |  |  |

[ref]

#### 4 voitures
|              | ← Fukuchiyama Osaka → |               |               |                 |  |  |  |  |
|              |                       |               |               |                 |  |  |  |  |
|              |                       |               |               |                 |  |  |  |  |
|              |                       |               |               |                 |  |  |  |  |
|              |                       |               |               |                 |  |  |  |  |
| Voiture No.  | 1                     | 2             | 3             | 4               |  |  |  |  |
| Désignation  | M'c                   | M             | M'            | Mc              |  |  |  |  |
| Numérotation | KuMoHa 224-6000       | MoHa 225-6000 | MoHa 224-6000 | KuMoHa 225-6000 |  |  |  |  |

[Ref],

#### Information
- MoHa ou Moha (モハ) : motrice sans cabine
- SaHa ou Saha (サハ) : remorque sans cabine
- KuHa ou Kuha (クハ) : remorque avec cabine
- KuMoHa ou Kumoha (クモハ) : motrice avec cabine

## Modélisme
La série 225 est vendue par les constructeurs Kato et TOMIX à l'échelle N, en formation de 4-6-8 voitures.

## Galerie photos

### Extérieur

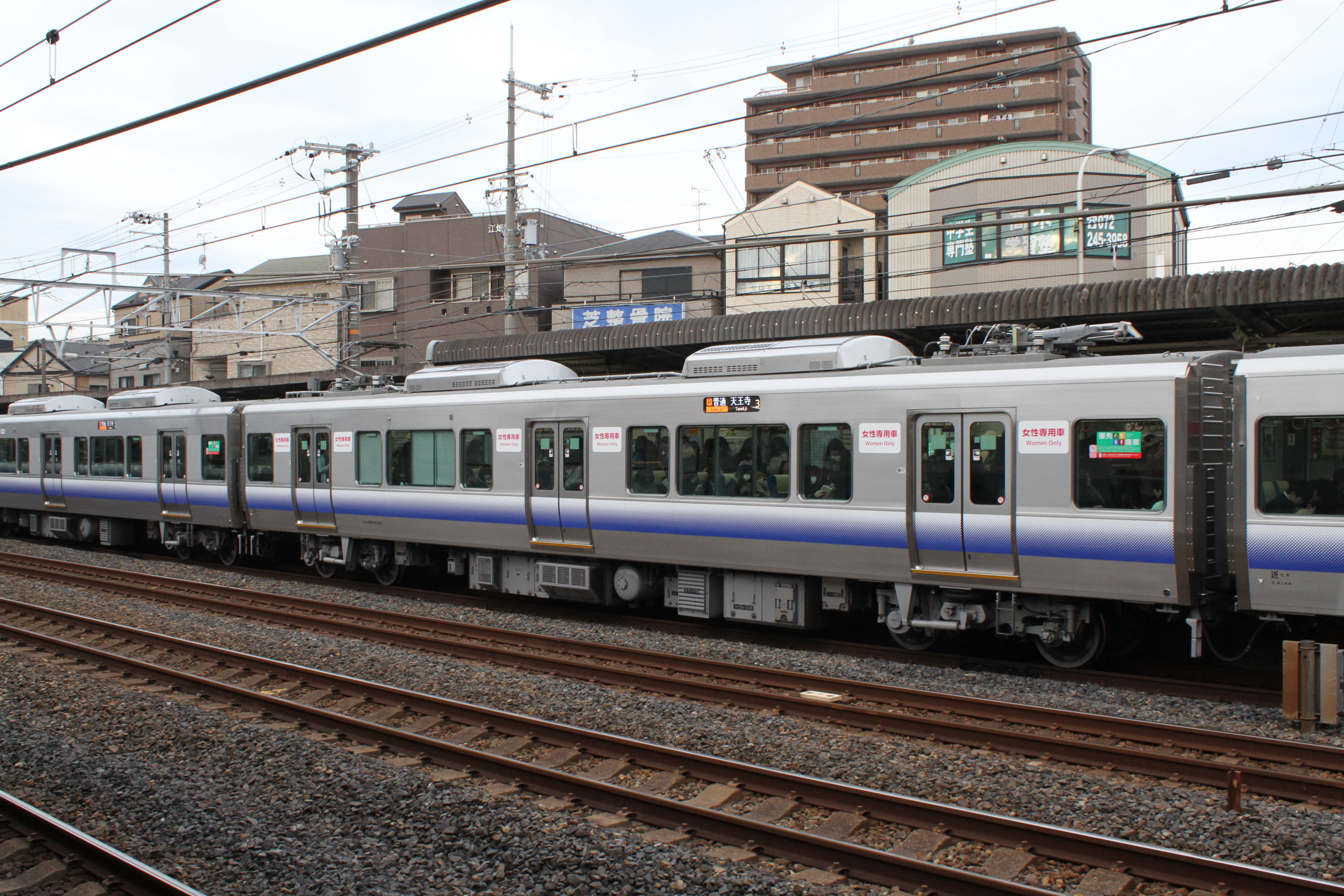
Voiture réservée au femmes ligne Hanwa
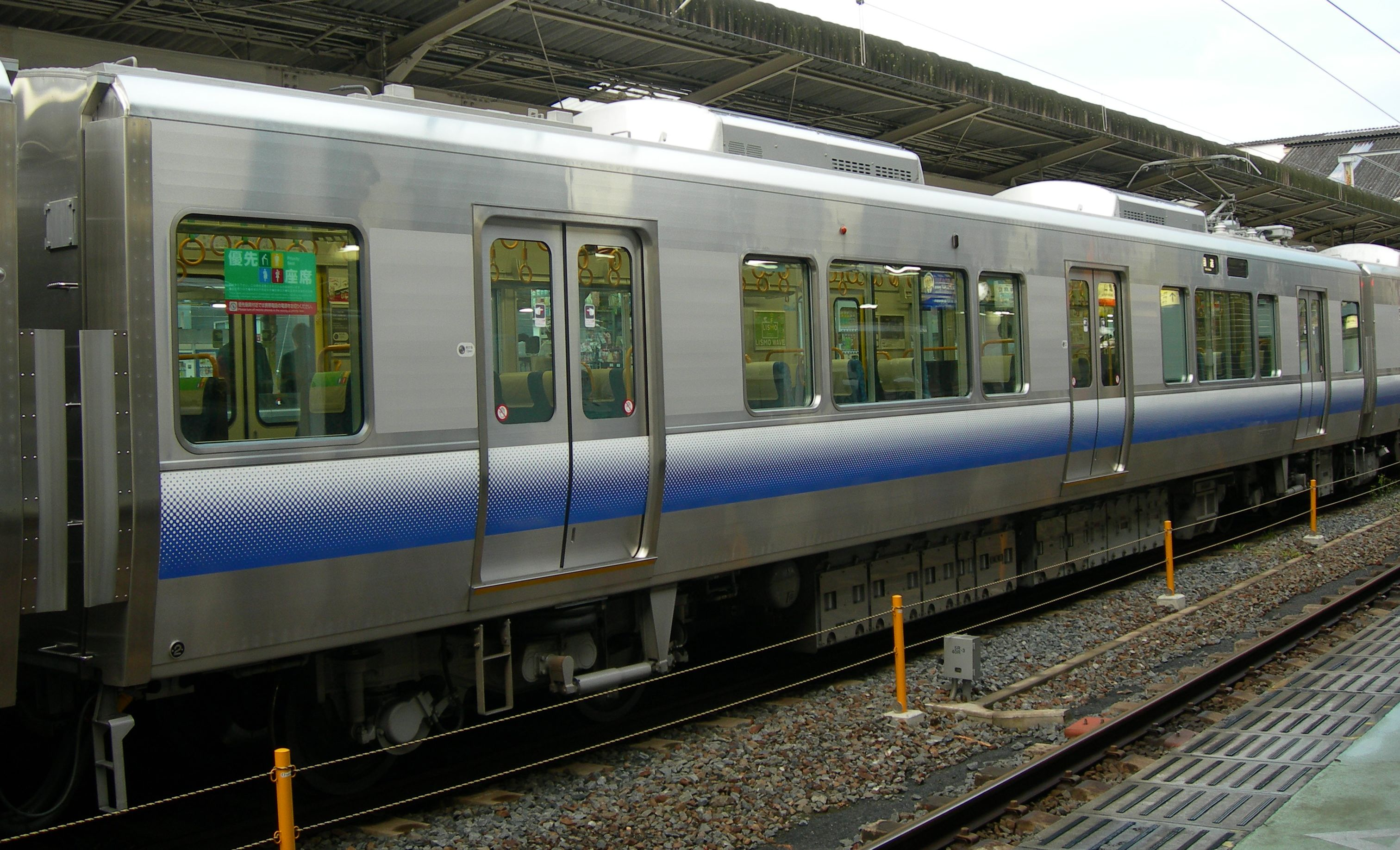
Moha 225 ligne Hanwa
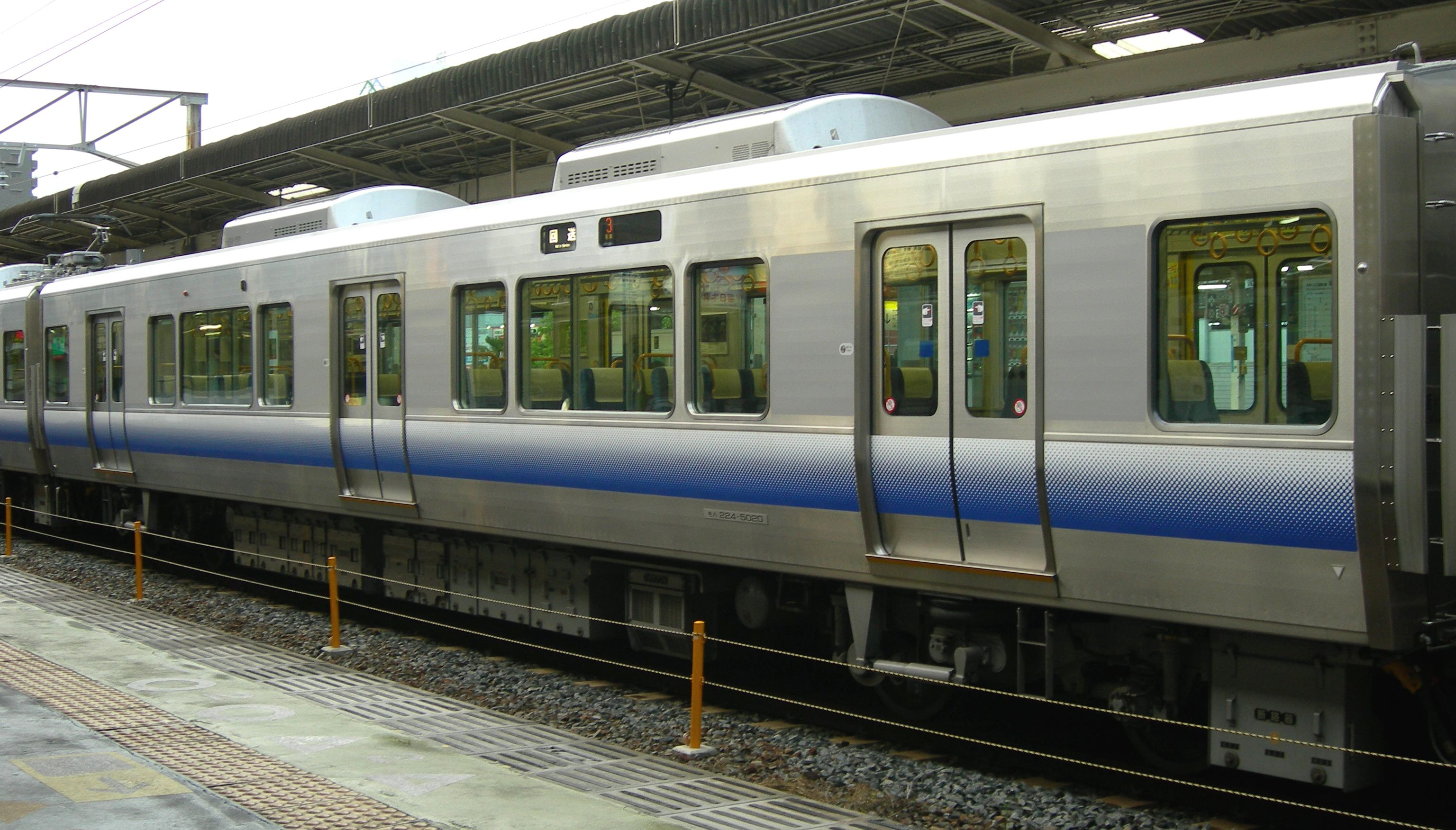
Moha224 ligne Hanwa
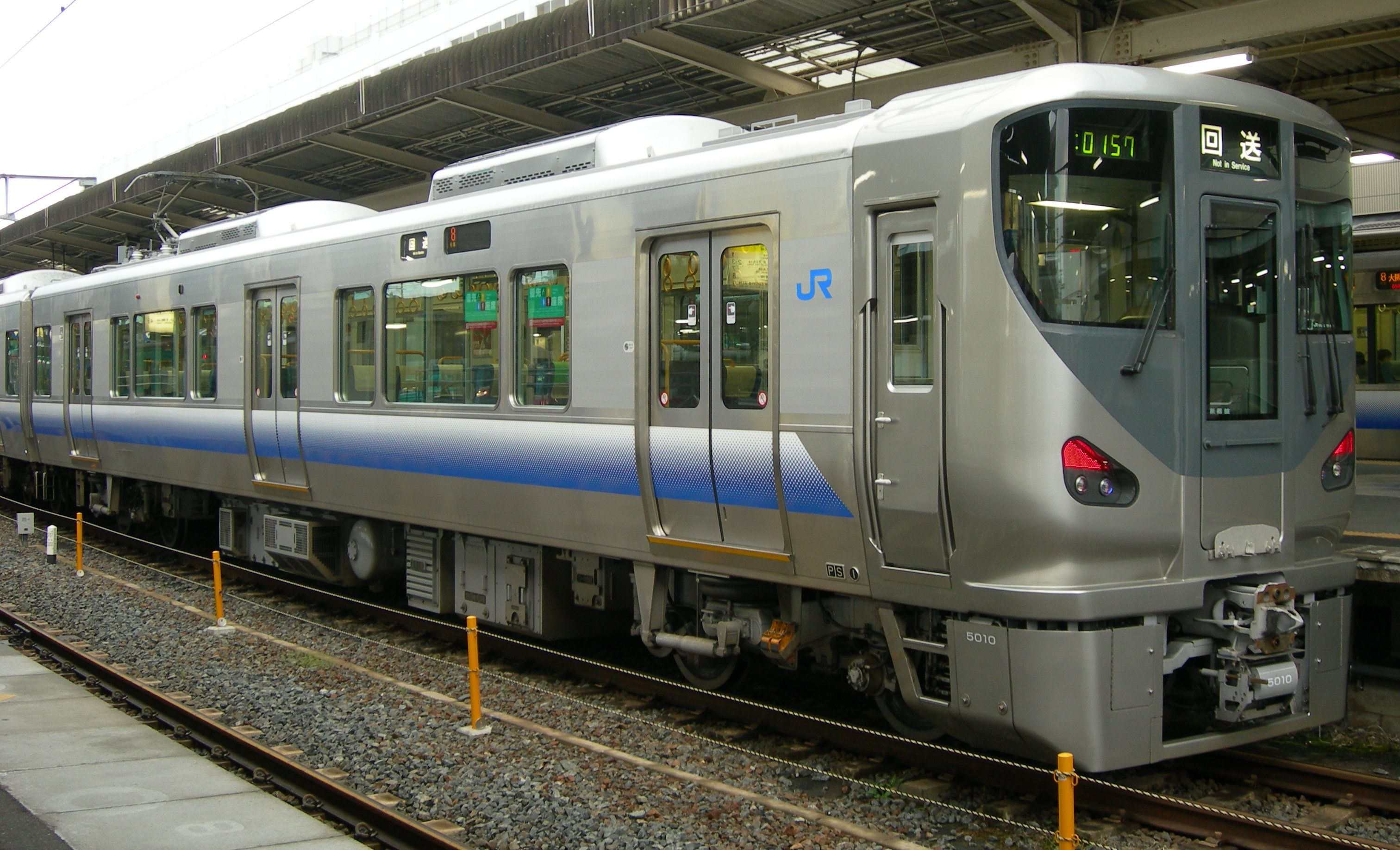
Kumoha 225-5010 ligne Hanwa
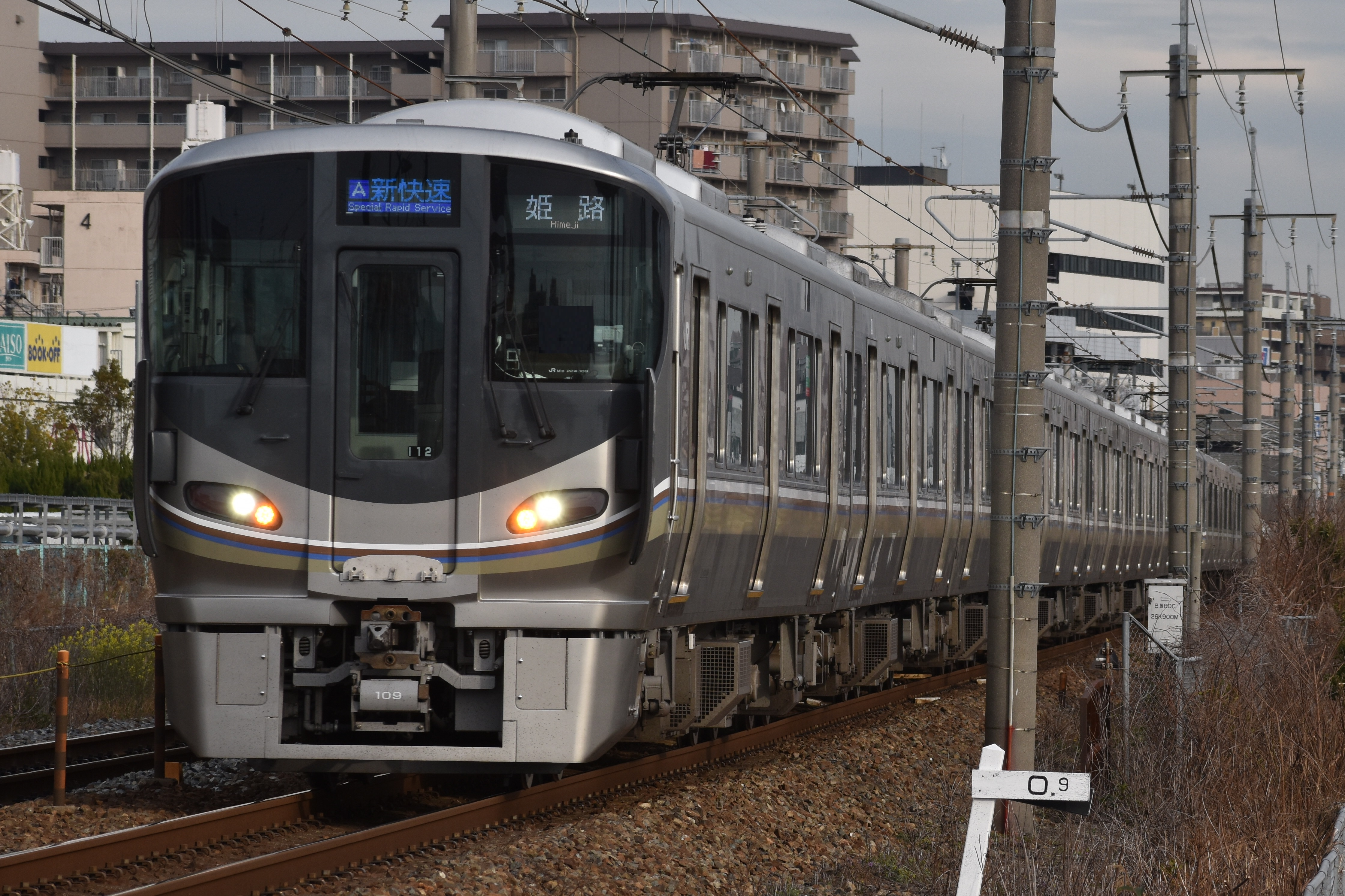
Une formation 225-100 au couleur de la JR West fabriqué en 2020
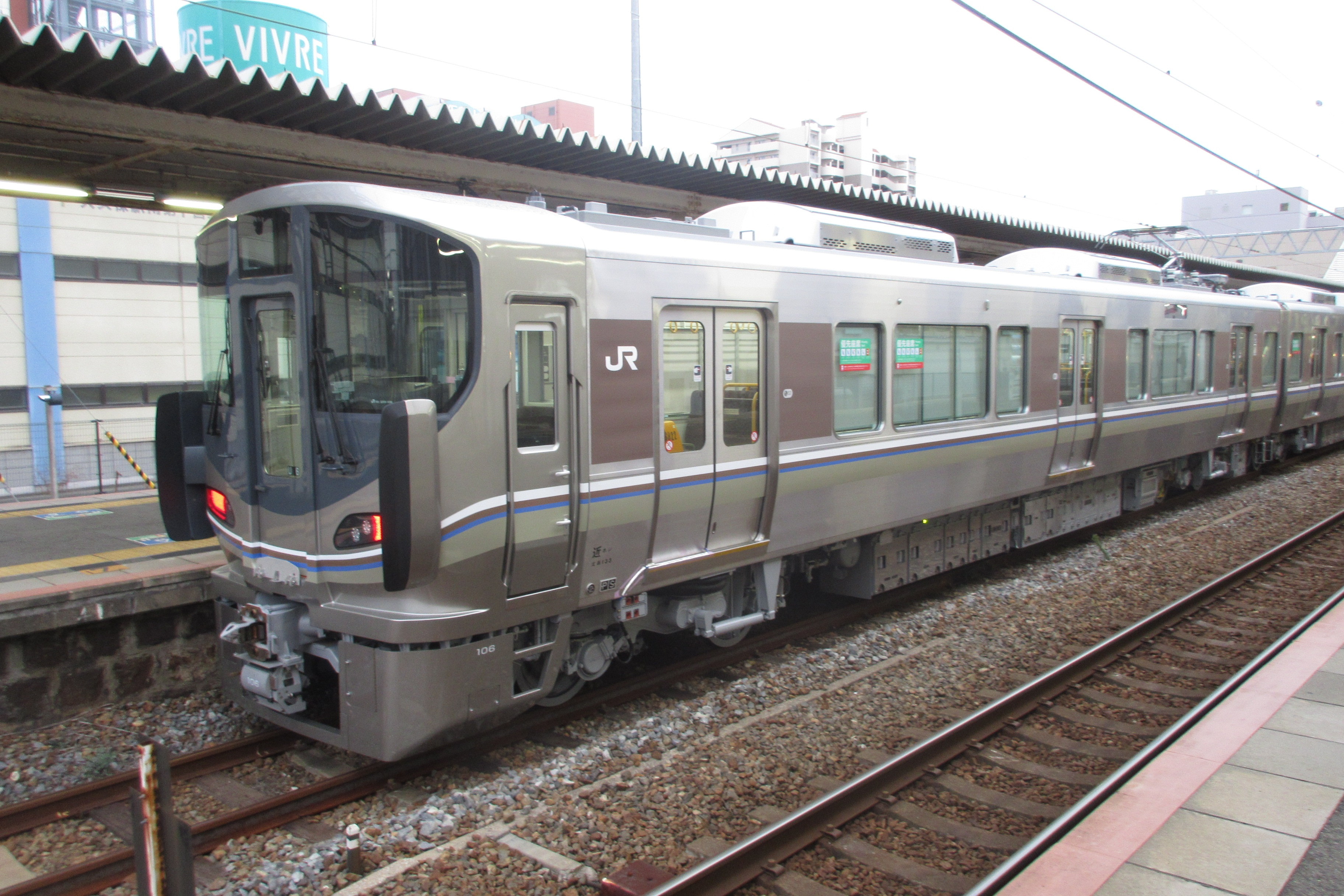
Couleurs standards de la JR West
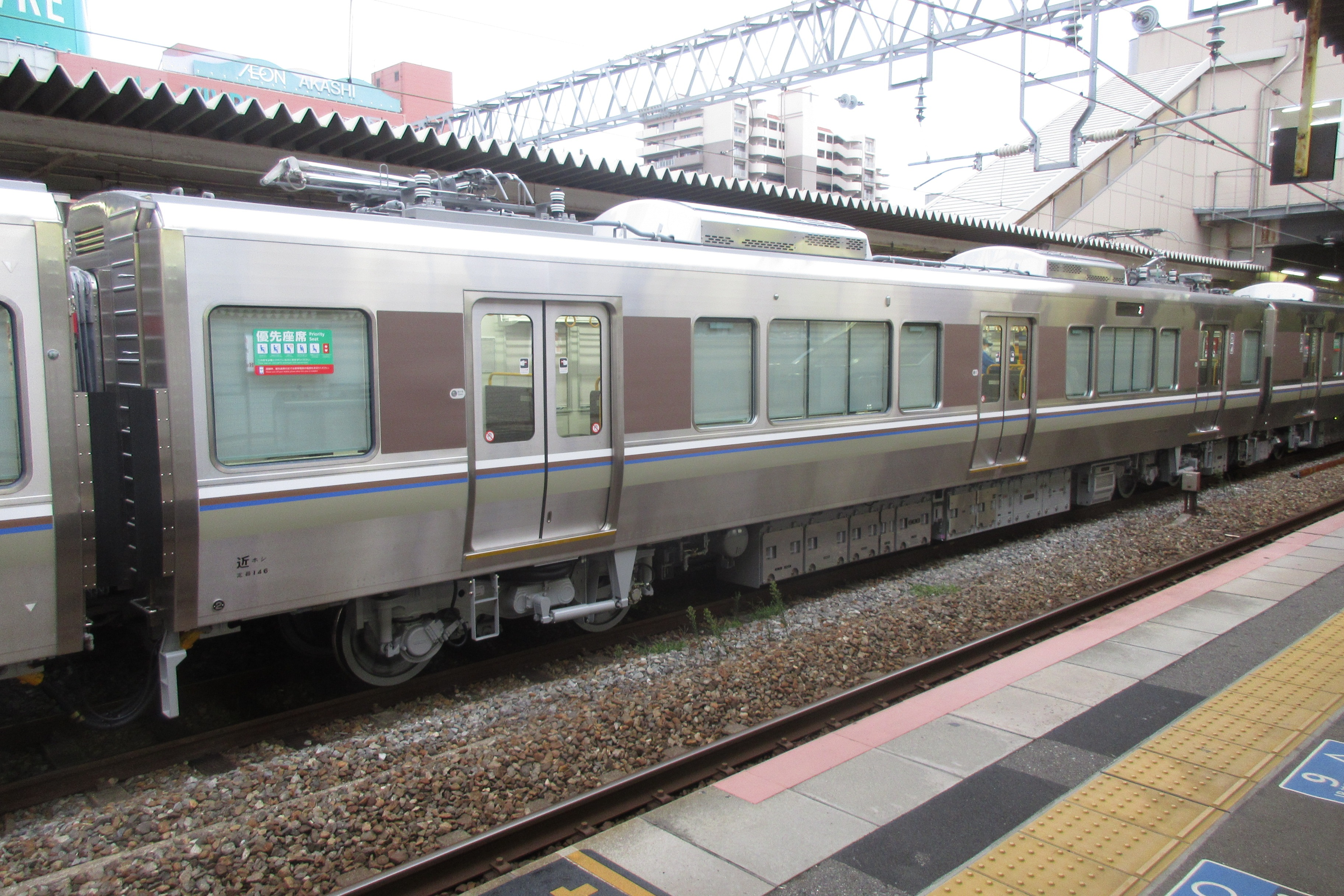
Motrice intermédiaire aux couleurs JR West

### Intérieur

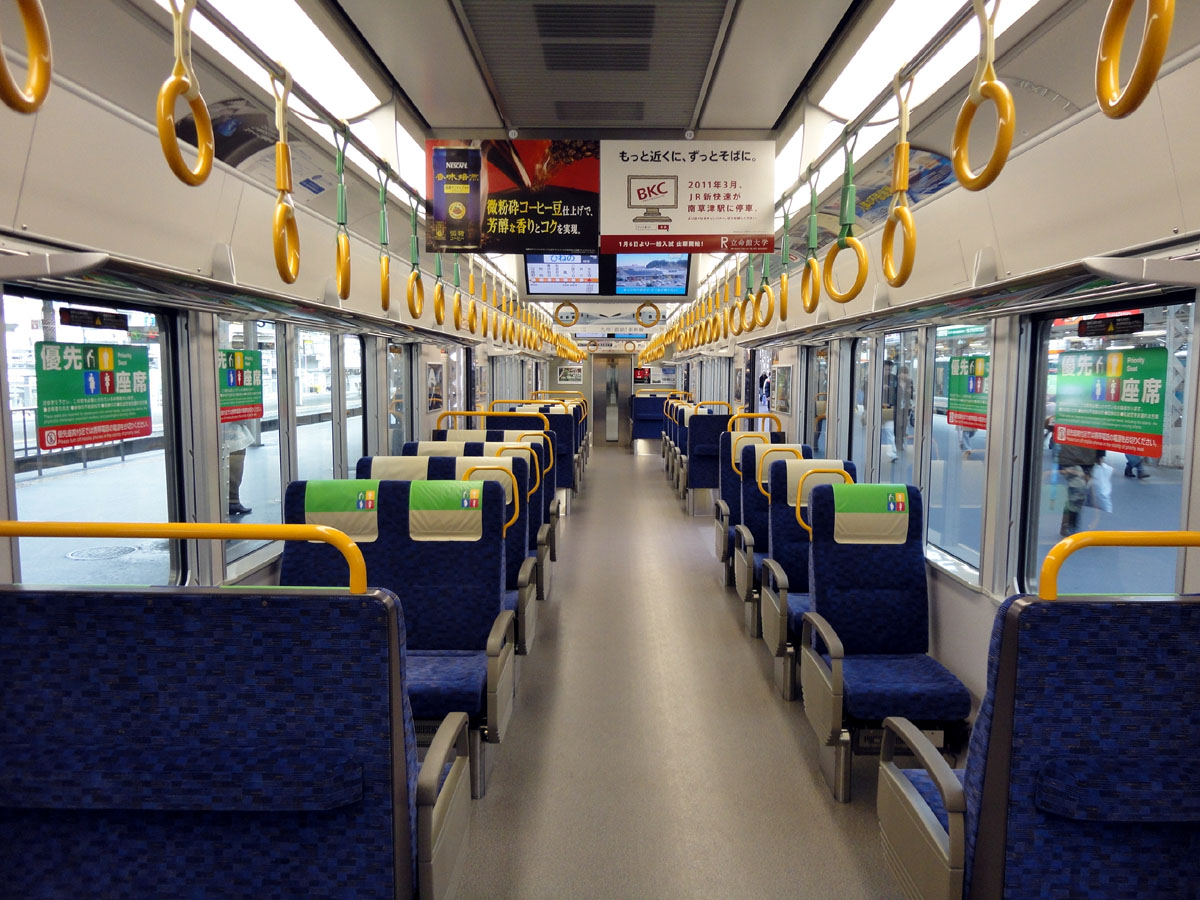
Intérieur d'une 225
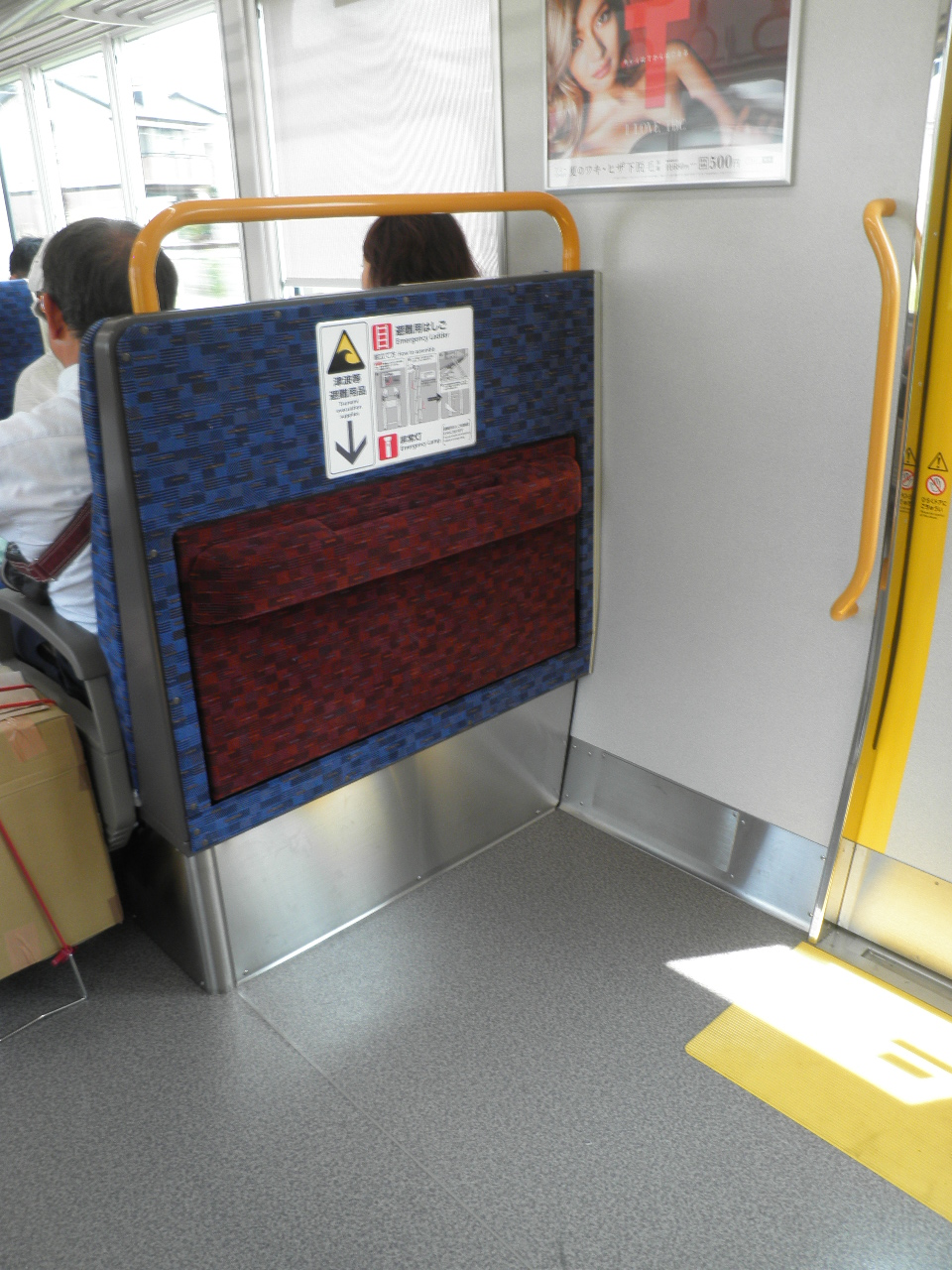
Lieu de stockage de l'échelle de secours
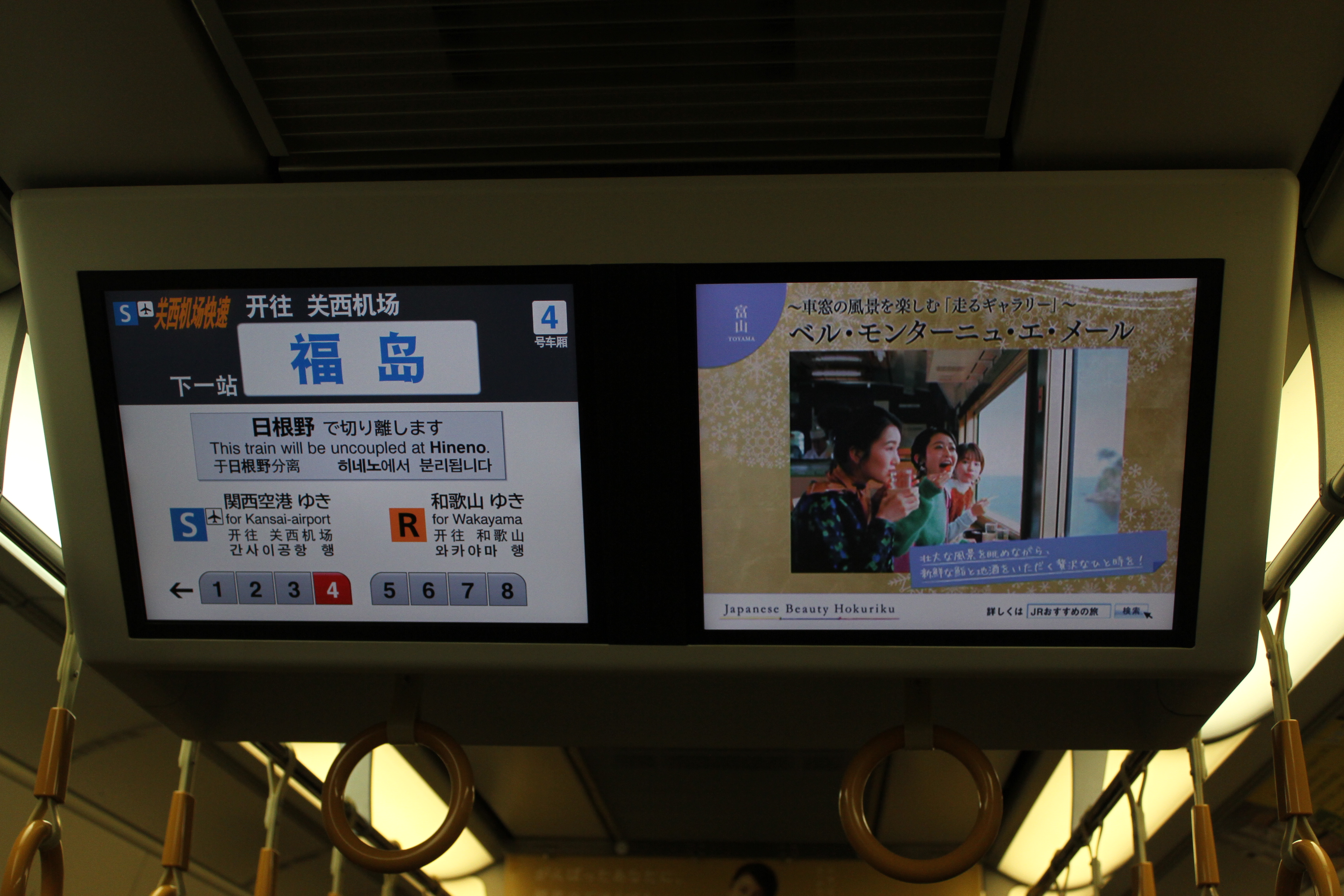
Ecrans LCD infos voyageurs allée centrale
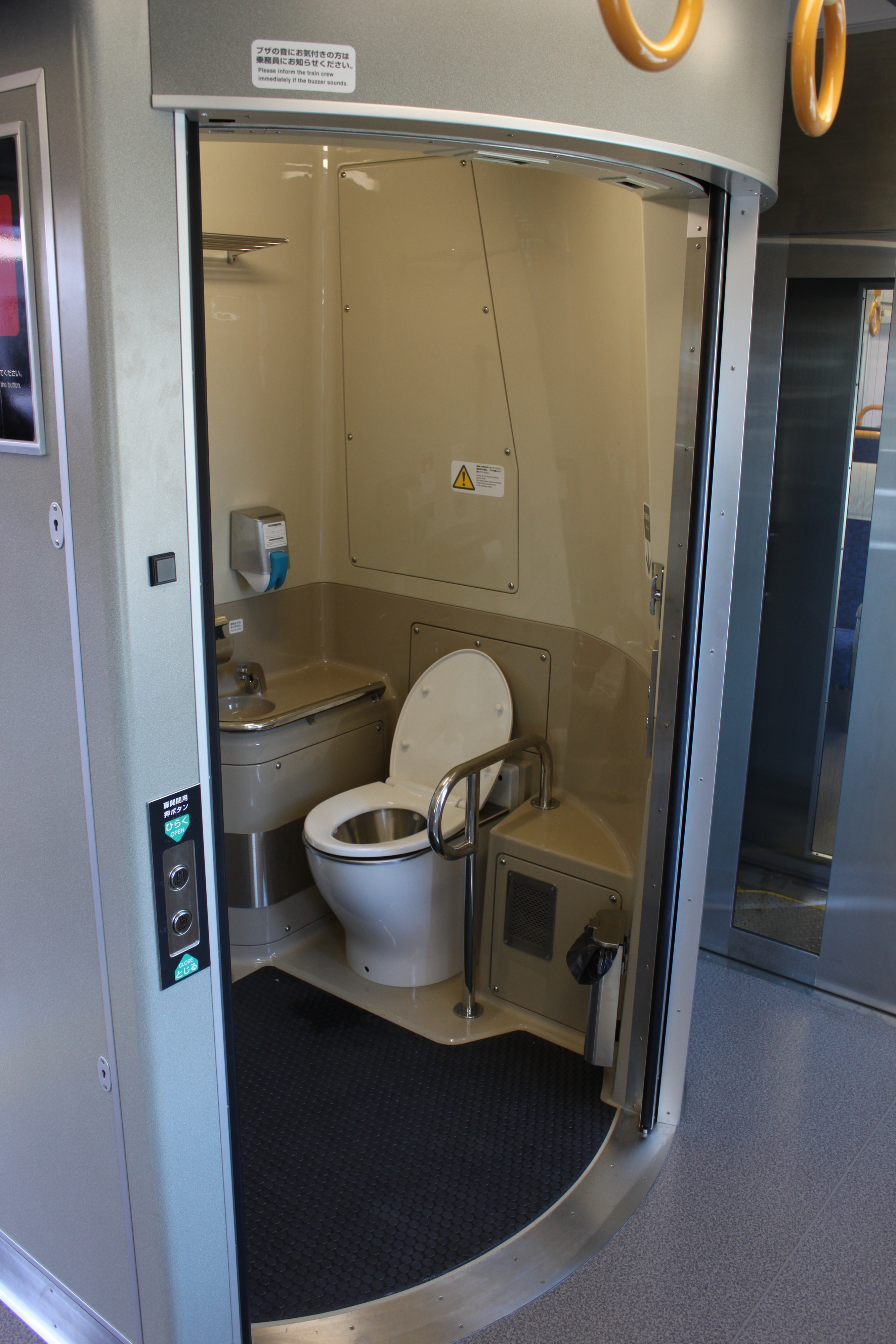
Toilettes PMR
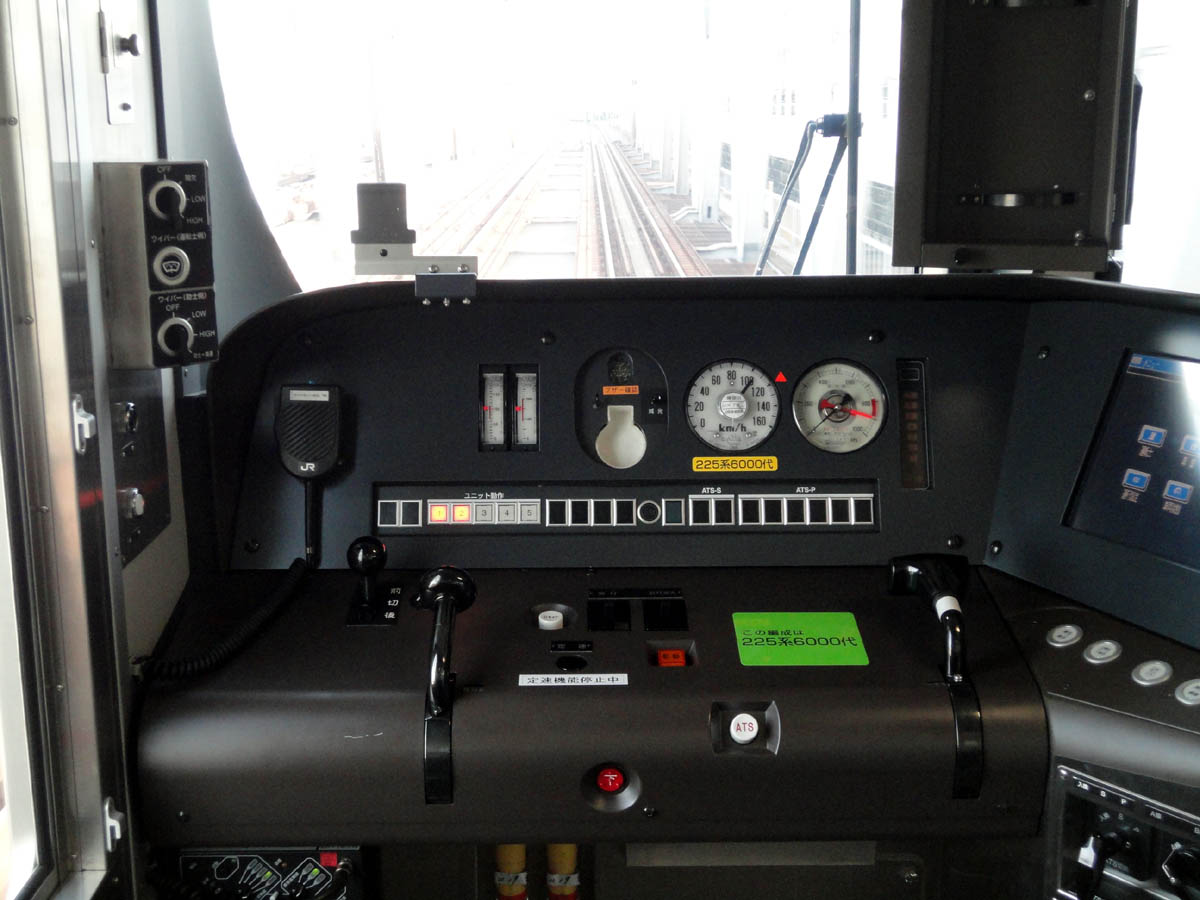
Poste de conduite